# Panaszkezelés
A panaszkezelés elterjedt ügyfélszolgálati szakkifejezés, melynek terjedelme és tartalma kissé bizonytalan, iparáganként és cégenként változó lehet.

## A fogalom meghatározása
Panaszkezelésnek azt a folyamatot nevezzük, amely egy szervezetnél az ügyfél-elégedetlenség írásbeli vagy szóbeli megnyilvánulásáról való tudomásulvételtől a panaszügy lezárásáig tart. Tágabb értelemben magában foglalja az ügyfélpanaszok (reklamációk) fogadását, rögzítését, feldolgozását, értékelését, kiszignálását, a panasz jogosságának (a hibás teljesítés meg-történtének) belső vizsgálatát és megállapítását, vagy kizárását, továbbá az eredmény kommunikálását, és az ügyfél megtartása, illetve a hibaismétlés elkerülése érdekében hozott intézkedéseket.

## A panaszkezelés szervezeti keretei
Minden szervezet választhat, hogy centralizálja vagy decentralizálja a panaszkezelési feladatok ellátását, sőt, a kettő kombinációját is alkalmazhatja.
A decentralizált panaszkezelés a gyakorlatban azt jelentheti, hogy minden panaszt ott oldanak meg, ahol felmerült, vagy azt, hogy az a személy kezeli a problémát, aki tudomást szerzett róla. Ennek előnye lehet a gyorsaság, hátránya pedig, hogy megfelelő hatáskör hiányában szakmai és üzleti szempontból gyakran nem megfelelő eredmény születik.
A centralizált panaszkezelés a gyakorlatban azt jelenti, hogy frontvonalon csak a panaszok fogadása, rögzítése történik meg, és onnan továbbítják egy központi személy vagy szervezet felé, aki, vagy amely megfelelő felhatalmazás birtokában elvégzi a további feladatokat, megoldja és megválaszolja a panaszt. Ennek előnye lehet a körültekintő, szakszerű eljárás és megalapozott döntés, azonban az a veszélye, hogy torzulnak az információk és a folyamat viszonylag hosszabb időt vesz igénybe.
A kisebb szervezetek, vállalkozások szinte kizárólag centralizált panaszkezelést folytatnak, minden ügyben a főnök vagy a tulajdonos dönt. A centralizált panaszkezelés jellemzi a nagyobb méretű bürokratikus szervezeteket is.
Leggyakrabban a két megoldás kombinációjával találkozunk az erős versenyben működő nagyobb szervezeteknél, az egyszerű, egyértelmű, az előzmények körültekintő feltárását nem igénylő ügyeket oldják meg az első vonalban (decentralizálva). A bonyolultabb panaszügyekben a frontvonalon csak a bejelentéseket fogadják személyesen, telefonon, e-mailben, vagy Web 2.0-s formok, esetleg a Social Media felületeken, és azokat, amelyeknek megoldása meghaladja kompetenciájukat, továbbítják a központi szervezet felé, amely megfelelő felhatalmazás birtokában elvégzi a további feladatokat, megoldja és megválaszolja a panaszokat.

## A panaszkezelés érzelmi vonatkozásai
A panaszkezelés fogalma nemcsak magát a panaszkezelés folyamatát jelöli, de a panaszossal való emberi kapcsolatok felvételére és fenntartására is kiterjed. A panaszt fogadó munkatársaknak fel kell készülniük arra, hogy a panaszosok gyakran erős érzelmi töltéssel, támadólag lépnek fel. Ahhoz viszont, hogy érdemi eredményt érhessenek el, a panaszt fogadó munkatársaknak képesnek kell lenniük arra, hogy megőrizzék önkontrolljukat, és elérjék, hogy a panaszos megnyugodjon annyira, hogy az érdemi információkat beszerezhessék, válaszukat képesek legyen felfogni és tudomásul venni.